# Bougainvillia superciliaris
Bougainvillia superciliaris is een hydroïdpoliep uit de familie Bougainvilliidae. De poliep komt uit het geslacht Bougainvillia. Bougainvillia superciliaris werd in 1849 als Hippocrene superciliaris voor het eerst wetenschappelijk beschreven door L. Agassiz. 